# Jagdschloss Mainhardt
Das Jagdschloss Mainhardt, auch Schlössle genannt, ist eine kleine Schlossanlage der Grafen und späteren Fürsten von Hohenlohe aus dem frühen 17. Jahrhundert. Die von Einheimischen als Mainhardter Schlössle bezeichnete Anlage steht im Ortskern von Mainhardt im Landkreis Schwäbisch Hall in Baden-Württemberg.

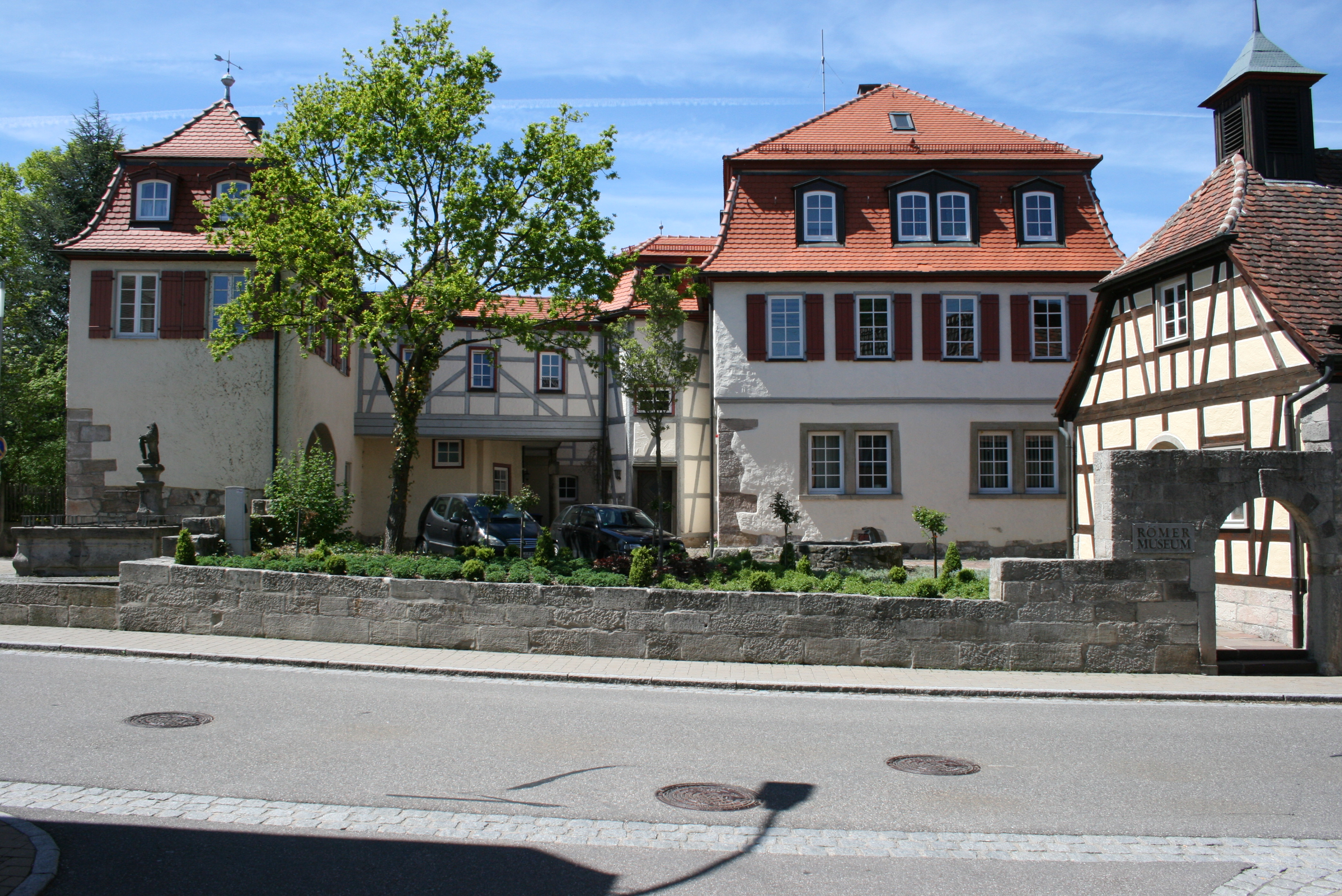
Das Schlössle in Mainhardt, Ansicht von Osten

## Geschichte
1416 gelangte das Dorf Mainhardt durch Kauf in den Besitz und unter die Herrschaft des Adelsgeschlechts von Hohenlohe. An der Schwelle des 16. zum 17. Jahrhundert ließ das inzwischen in den Grafenstand aufgestiegene Haus Hohenlohe in der Ortsmitte von Mainhardt das Hauptgebäude des Schlössles mit Nebengebäuden errichten. 1603 wird dieses Gebäude als Amtshaus mit Ross- und Viehstall erstmals in den Mainhardter Urkunden erwähnt. 1644 wird das Anwesen in den Unterlagen als Schloss bezeichnet und 1652 erscheint es als Schlösslin in den Mainhardter Akten.
Weiterhin ist in den Unterlagen der Gemeinde belegt, dass die Hohenloher Landesherren in den wildreichen Wäldern um Mainhardt häufig große Jagden veranstalteten und zu diesem Zweck das Amtshaus als Jagdschloss nutzten.
In den Jahren nach dem Bau des Hauptgebäudes wurde ein Torhaus und weitere Nebengebäude errichtet, um auch Gäste beherbergen zu können.
Nach der Reformation waren die Mainhardter, wie fast alle Untertanen in hohenlohischem Herrschaftsbereich, mit ihren Landesherren evangelisch geworden.
Durch Erbfolge gelangte Mainhardt in den Besitz des katholischen Hauses Hohenlohe-Bartenstein. Da es in Mainhardt nur eine evangelische Kirche gab, ließ der Graf für die eigene Familie und für seine katholischen Bediensteten im Amthaus 1730 einen Betraum einrichten. 1744 wurden die Grafen von Hohenlohe in den Fürstenstand erhoben. 1781 ließ Fürst Ludwig Karl Leopold zu Hohenlohe-Bartenstein eine Kapelle innerhalb des umfriedeten Schlossareals erbauen.
Als Folge der Mediatisierung der Fürstenhäuser ging die Schlossanlage 1870 an bürgerliche Eigentümer über, die Besitzer und Nutzungen wechselten nun schnell. Unter anderem saß dort eine Zeit lang eine Gerberei und später eine Gewürzmühle mit Gewürzhandlung. 1977 erwarb die Gemeinde Mainhardt das Anwesen und ließ die Anlage aufwändig renovieren, um sie dann für die Öffentlichkeit zugänglich zu machen.

## Beschreibung
Das Schlossareal besteht aus einem durch eine Mauer umfriedeten Schlosshof im Norden, welcher auf allen Seiten durch Gebäude abgeschlossen ist, und einem etwa gleich großen Schlossgarten im Süden der Anlage. Man betritt den Schlosshof durch ein in Ost-West-Richtung errichtetes Torhaus an der Südseite des eingefriedeten Bereichs. Dieses wurde im selben Baustil wie das Hauptgebäude mit Mansarddach errichtet. Rechts davon, an der Südostecke des Geländes, steht auf einem freien Platz innerhalb der Einfriedung der historische Schlossbrunnen.
In Verlängerung der Nordmauer des Torhauses wird der Hof nach Süden durch ein in profanerem Stil errichtetes Nebengebäude abgeschlossen. Im rechten Winkel dazu ist an dieses ein weiteres Nebengebäude angeschlossen, das den Hof auf dessen gesamter Länge nach Westen abschließt. Im Norden wird der Schlosshof nur durch eine Mauer begrenzt. Jedoch wird durch zwei, unmittelbar an die Mauer angebaute Privatgebäude der Eindruck eines abgeschlossenen Hofes vermittelt.
Die Ostseite des Hofes, direkt an der Hauptstraße, wird knapp zu Hälfte der Hofmauer an ihrem nördlichen Teil durch die Schlosskapelle abgeschlossen. Der Bereich zwischen Kapelle und Schlossbrunnen ist unbebaut und ist nur durch die Hofmauer zur Straße hin eingefriedet.
In der Mitte des Hofes steht frei und gegenüber den anderen Gebäuden etwas verdreht das alte Amtshaus, das eigentliche Schlössle. Seine Firstrichtung ist ungefähr Ostsüdost–Westnordwest. Ein Galeriegang verbindet dieses Hauptgebäude mit dem Torhaus.

## Heutige Nutzung
In der früheren Schlosskapelle ist heute das Römermuseum der Gemeinde Mainhardt untergebracht.

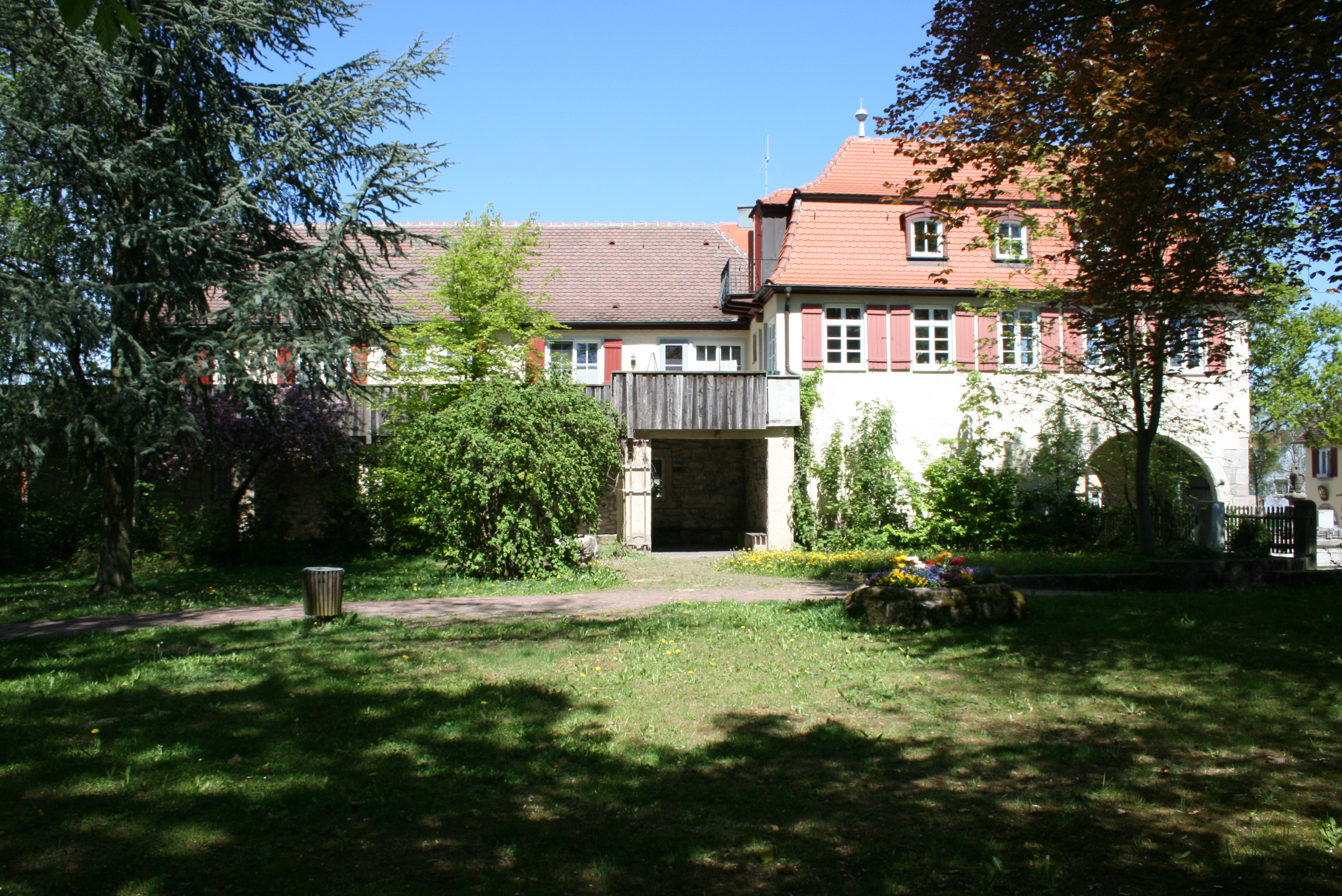
Ansicht von Süden
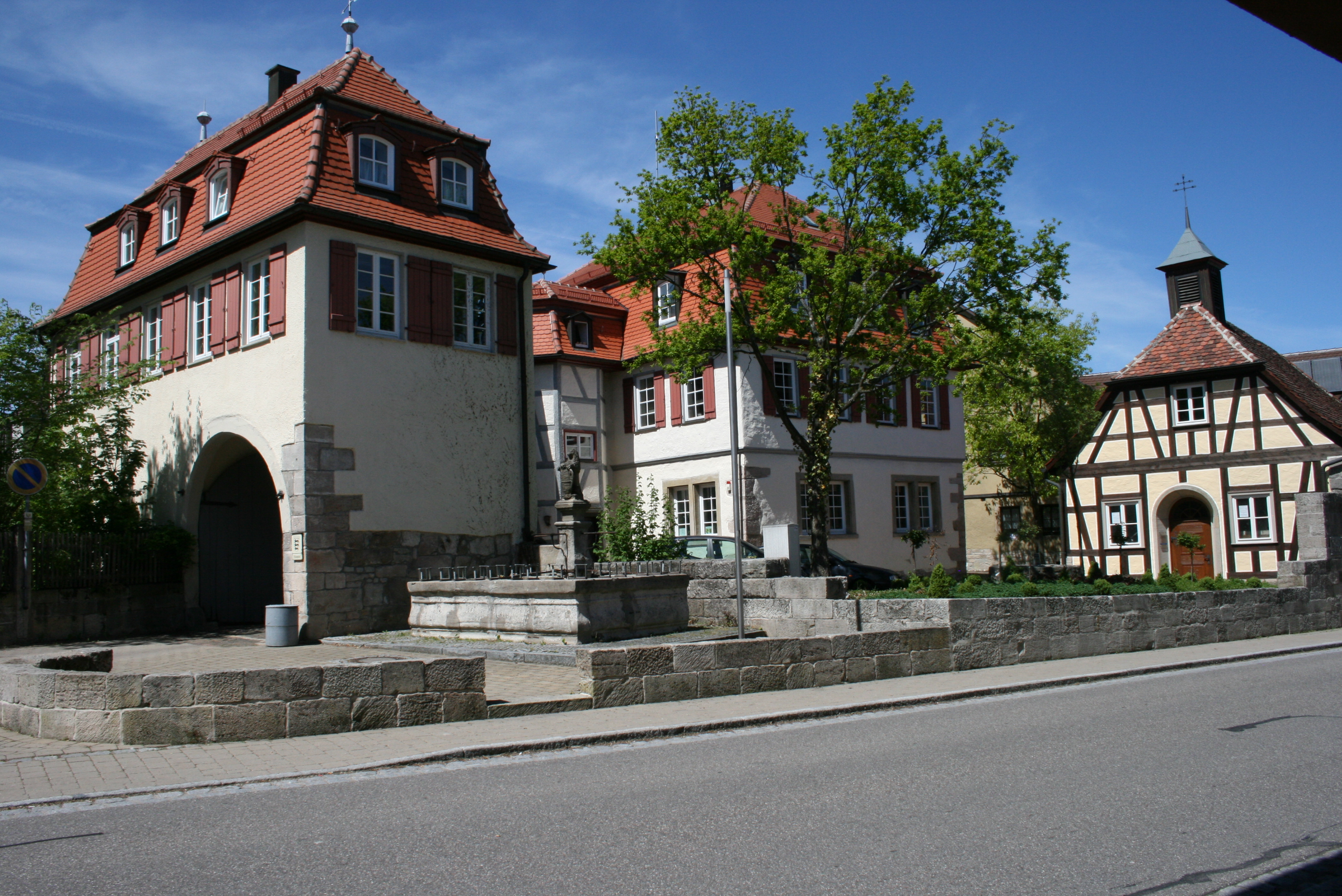
Ansicht von Südosten
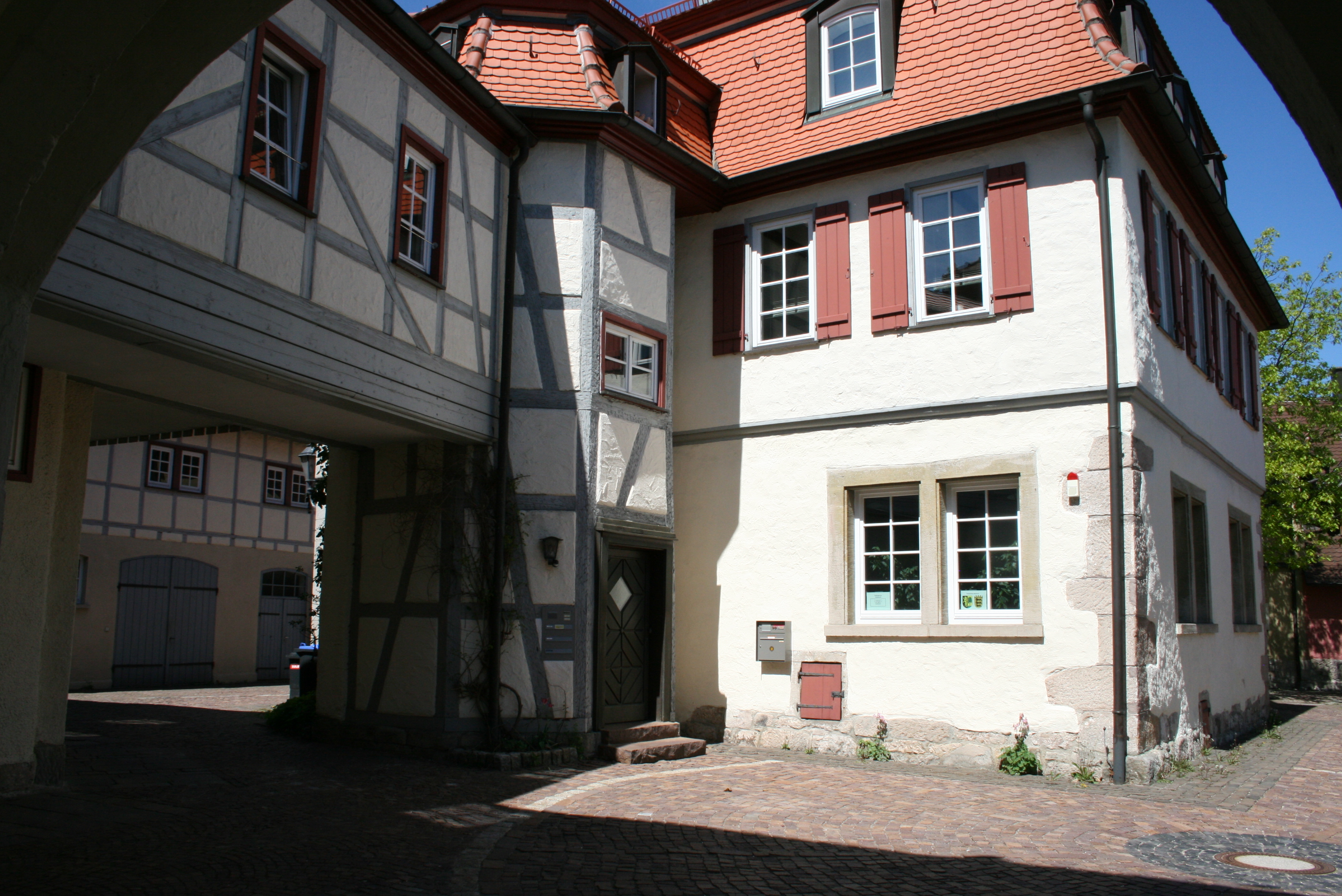
Eingangsbereich
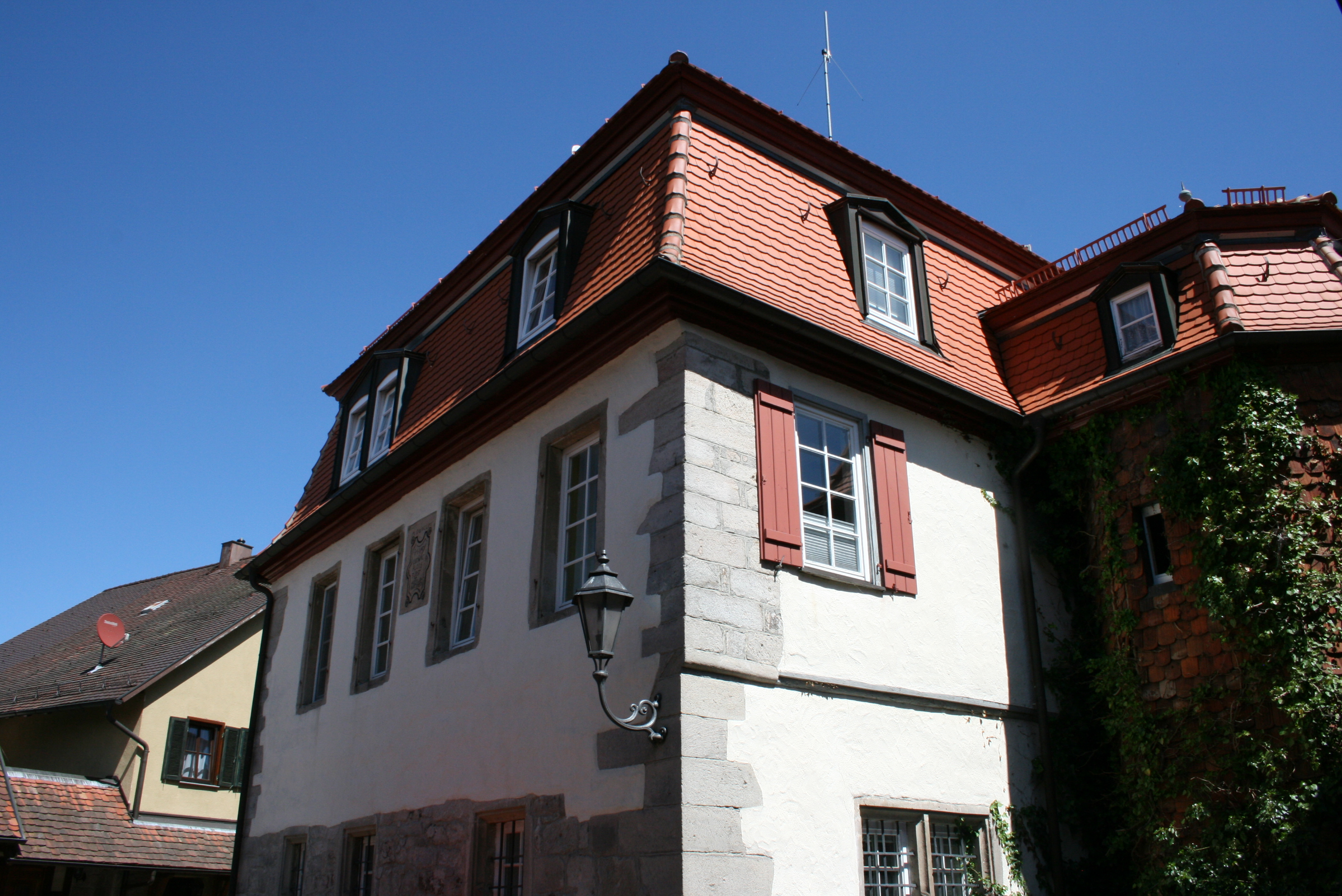
Hauptgebäude
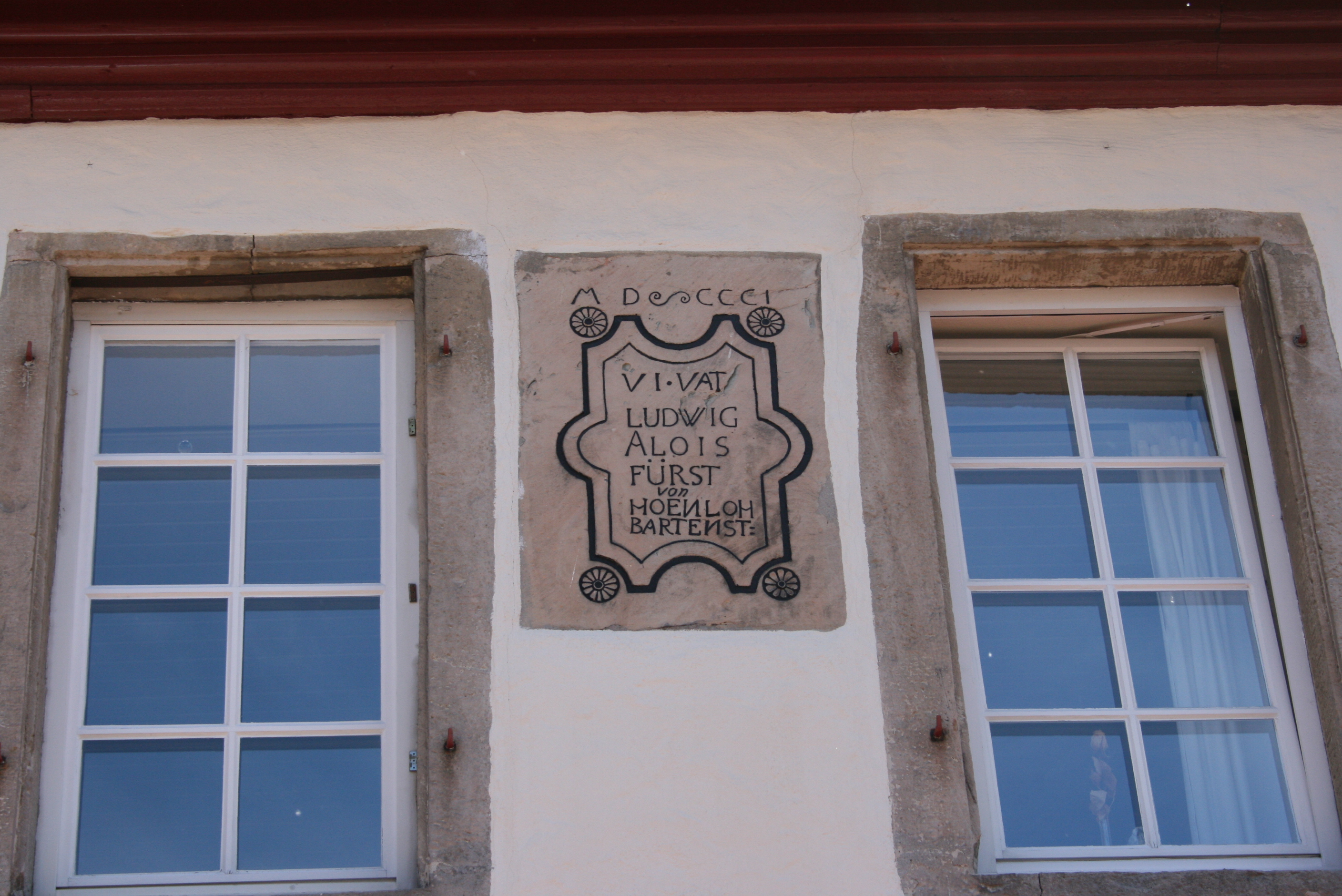
Jahreszahl 1801
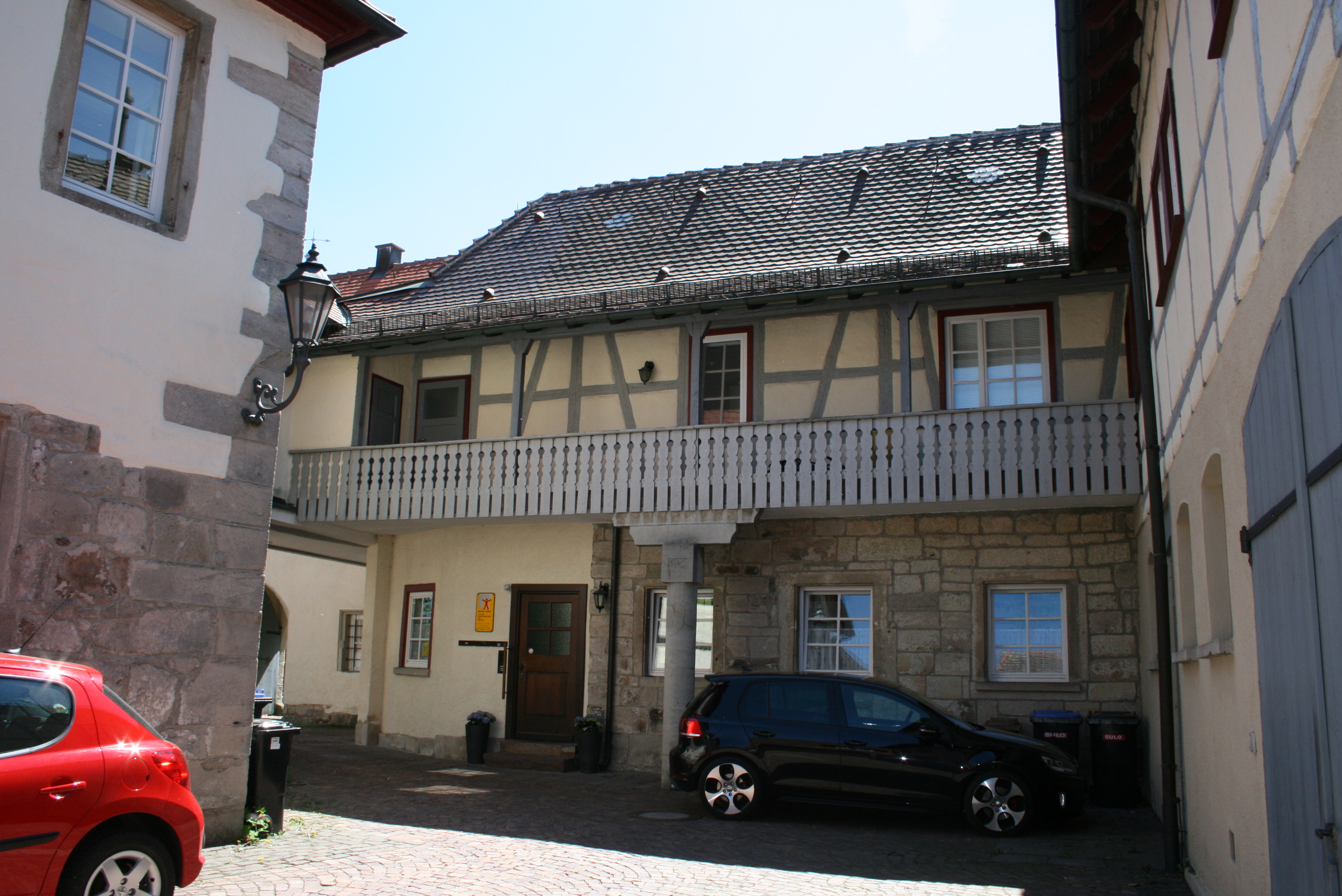
Innenhof
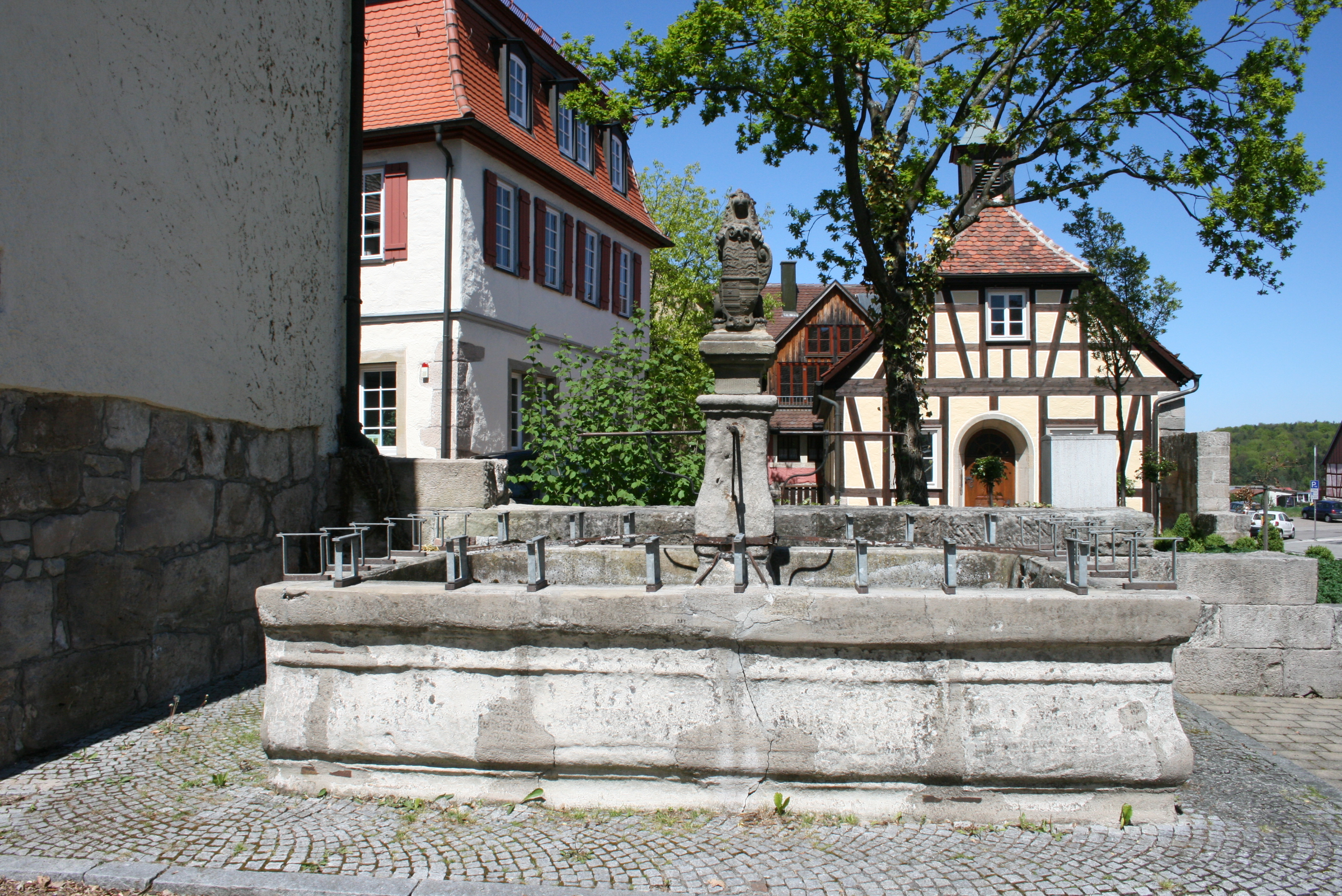
Der historische Brunnen
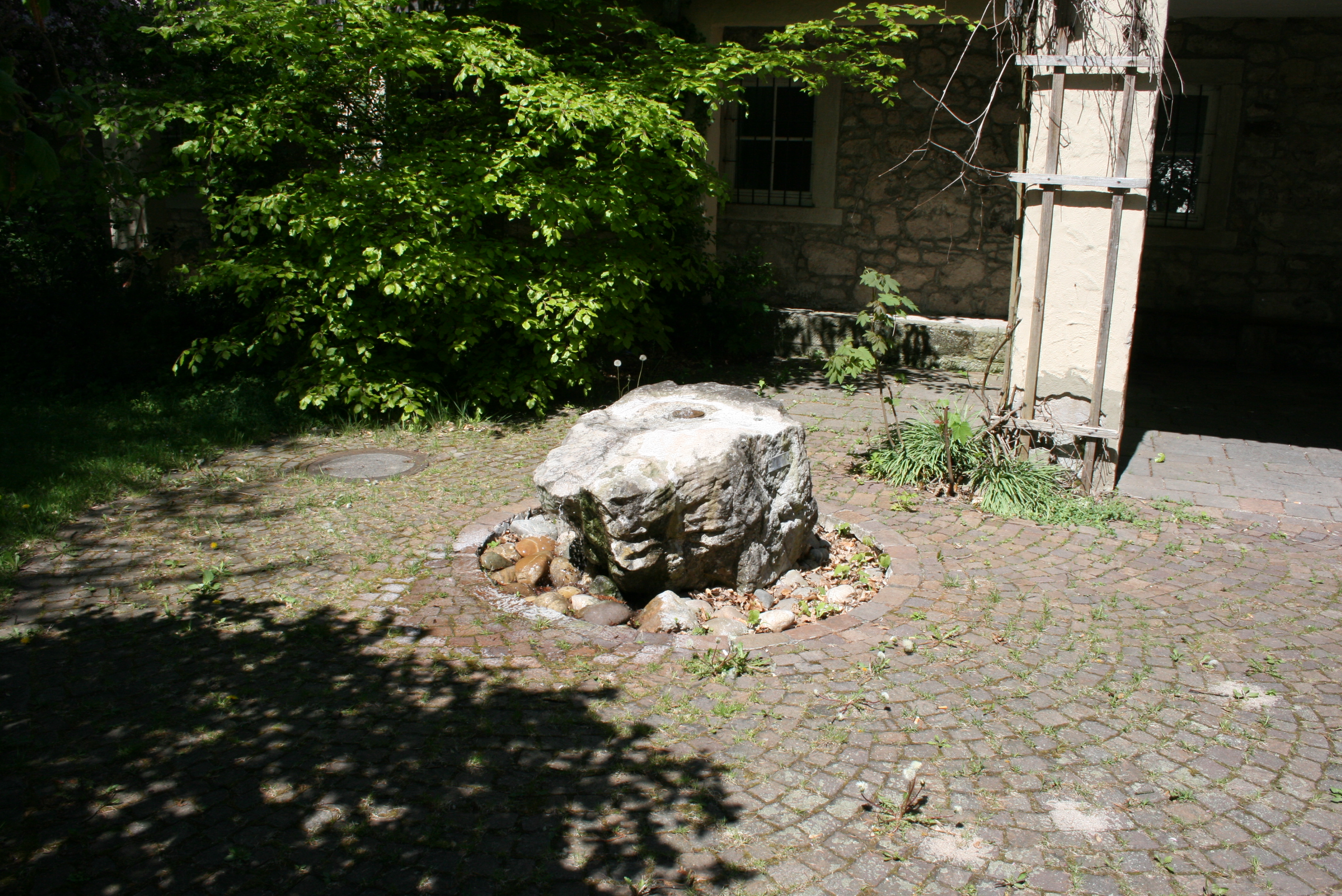
Der moderne Brunnen